# Kesha
Kesha Rose Sebert, známější jako Kesha, či (do roku 2014) Ke$ha (* 1. března 1987 Los Angeles, Kalifornie, USA) je americká zpěvačka a skladatelka. Známou se stala v roce 2009 společnou skladbou s rapperem Flo Rida a později svým debutovým albem Animal s párty hity jako „Tik Tok“ nebo „Your Love is My Drug“.

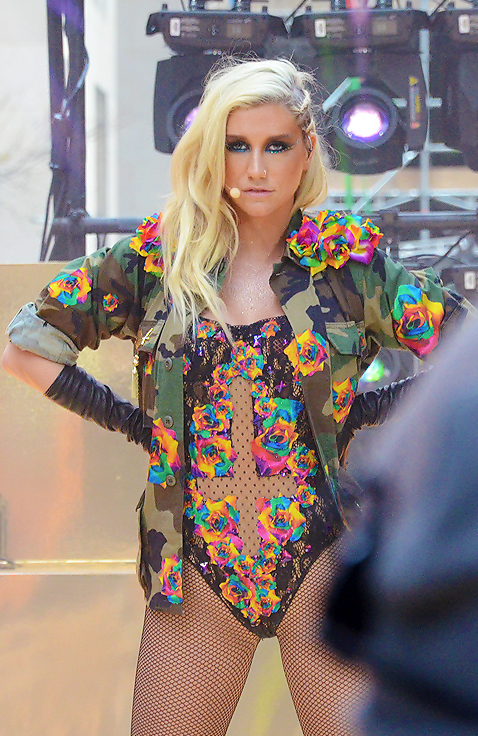
Kesha na The Today Show (2012) v trikotu se satanistickým křížem.

## Životopis

### Dětství
Narodila se 1. března 1987 v Los Angeles v USA. Její matka Pebe Sebertová je také textařka a zpěvačka, svého otce Kesha nikdy nepoznala. Vyrůstala chudá a dolar v její původní podobě uměleckého jména má tak ironickou konotaci. Má dva bratry Lagana a Louise. Rodina se v roce 1991 přestěhovala do Nashvillu, kde její matka Pebe získala novou smlouvu s vydavatelstvím. Kesha se věnovala zpěvu již od útlého věku a celá rodina ji v tom podporovala. Všichni Sebertovi se také v roce 2005 objevili v televizní show Paris Hilton a Nicole Richie The Simple Life jako hostitelská rodina, na základě inzerátu je přihlásila právě Pebe. Ve svých sedmnácti letech se Kesha vrátila do Los Angeles a začala pracovat na své hudební kariéře.
Mezi první producenty, kteří si jí všimli a začali s ní spolupracovat, patří Lukasz Sebastian Gottwald (bývalý kytarista Saturday Night Live band, známější pod jménem Dr. Luke) a Max Martin. Kesha se potýkala s finančními problémy. Snažila se přivydělat si jako servírka nebo prodavačka v telemarketingu. Později začala nazpívávat vokály pro své známější kolegyně. Slyšet jí můžeme v „Lace and Lather“ od Britney Spears nebo v „This Love“ od The Veronicas. Objevila se také ve videoklipu zpěvačky Katy Perry. Její vlastní píseň „Former Over Exposed Blond“ byla k slyšení v seriálu The Next Generation.

### Přelom
Přelom v její kariéře měl přijít na začátku roku 2009, kdy jí jako tehdy ještě neznámou, začínající zpěvačku zavolal producent Dr. Luke do studia nahrát vokály pro rappera Flo Rida na jeho globální hit „Right Round“. Kesha nicméně dlouho nebyla za své vokály na mnoha verzích písně zmíněna jako spoluautor. Poté se jí podařilo získat smlouvu se společností RCA Records, kde začala ihned nahrávat svoji první desku. Debutový singl „Tik Tok“ byl dostupný již v srpnu 2009. Rádia ho začala hrát v říjnu téhož roku. Mezitím Kesha stihla napsat píseň pro Miley Cyrus, vystoupit po boku skupiny 3OH!3 a nazpívat duet s Pitbullem a Taio Cruzem.
Singl „Tik Tok“ se na vrcholu hitparády jako první objevil na Novém Zélandu. Následovalo pokoření hitparád v dalších zemích – Kanadě, Austrálii a Norsku. Na sklonku roku 2009 se „Tik Tok“ vyhoupl na první místo i v americké hitparádě Billboard. Digitální prodej v USA dosáhl takové výše, že se stal novým rekordem pro sólovou zpěvačku. 5. ledna 2010 vyšlo v USA debutové album Animal. V prvním týdnu se ho prodalo přes 150 000 kusů, což si také vysloužilo první místo v hitparádě Billboard 200.
18. července 2013 poprvé vystoupila v České republice v rámci svého třetího světového Warrior Tour.
Během tohoto období Kesha několikrát měnila své zastoupení – krátce odešla od Dr. Luka k managementu DAS Communication (zastupovali například The Black Eyed Peas), aby krátce poté kontrakt ukončila a vrátila se zpátky, načež DAS v roce 2010 zahájil soud se zpěvačkou a Dr. Lukem s požadavkem finanční kompenzace ze odvedení zpěvačky od jejich managementu.

### Soud s producentem
Nadále byl pak Keshin producent Dr. Luke, který si jí všiml díky roli v seriálu The Simple Life, poslechl si její dema a podepsal s ní první smlouvu. V jejích 18 letech ji přivedl z Tennessee do Los Angeles. Krátce na to měl ale Keshu podle jejího svědectví zdrogovat v roce 2005 na večírku Nicky Hilton (sestry slavné Paris Hilton) a poté v bezvědomí sexuálně zneužít.
V roce 2013 se zvedla vlna nevole fanoušků, kteří sepsali petici za ukončení jejich pracovního vztahu a obviňovali Dr. Luka z toho, že zpěvačku "kontroluje jako loutku". Několik měsíců na to zpěvačka skončí v péči zdravotníků kvůli problémům s poruchami příjmu potravy. Její matka to komentovala s tím, že její producent Dr. Luke ji tlačil k hubnutí a hanlivě komentoval její váhu a vzhled. Později se Kesha účastnila osvětové kampaně proti poruchám příjmu potravy a sama uvedla: "Nezáleží na vašem věku, pohlaví nebo etniku. Poruchy příjmu potravy si nevybírají."
V říjnu 2014 Kesha podala žalobu na Dr. Lukea a obviňuje jej z toho, že ji „sexuálně, fyzicky, verbálně a emocionálně zneužíval do bodu, kdy téměř přišla o život (…) aby podlomil její sebevědomí, obraz a hodnotu sebe sama tak, aby získal kompletní kontrolu nad jejím životem“. Dr. Luke ji pak na základě toho žaloval za pomluvu. V nahrávce z roku 2011 v kauze s jejím bývalým managementem DAS Communication Kesha ale svědčila pod přísahou, že jí Dr. Luke „nikdy neublížil“. Ve stejné kauze ovšem také vyplynulo, že již v roce 2005 měla Kesha informovat své známé a spolupracovníky o tom, že chce spolupráci s Dr. Lukem ukončit z důvodů neetického a nezákonného jednání vůči její osobě.
V únoru 2016 Manhattanský nejvyšší soud rozhodl ve prospěch producenta, že Kesha musí buď vydat dalších šest alb s Dr. Lukem nebo ukončit kariéru. V roce 2016 Dr. Luke navrhl zpěvačce dohodu, že ji propustí z vydavatelství, pokud stáhne obvinění ze znásilnění, což Kesha odmítla. Kauza se vlekla dál několik let. Kesha byla později obviněna z toho, že falešně informovala v textové zprávě zpěvačku Lady Gaga, že Dr. Luke měl znásilnit i zpěvačku Katy Perry – tento soud v roce 2020 prohrála. V roce 2023 spor ukončili mimosoudně před začátkem dalšího plánovaného soudního jednání.

### Nový začátek
Již během soudní kauzy v roce 2015 Kesha občasně vystupovala na univerzitních koncertech. V roce 2017 vydala nové album Rainbow pod vydavatelstvím Kemosabe, které původně založil, ale již dál nevedl Dr. Luke. Hudební web iREPORT album zhodnotil velmi kladně. Velký úspěch zaznamenalo její vystoupení na Grammy v roce 2018 se singlem „Praying“ podepřené myšlenkou podpoření rovnoprávnosti žen a jejich vzájemné solidarity.
O rok později vychází singl „Raising Hell“ z připravovaného čtvrtého alba. V roce 2020 pak vydává album High Road, které spoluprodukovala, psala i mixovala.
V roce 2023 vydala nové album Gag Order produkované Rickem Rubinem, které se dotýká témat jako deprese, smrt, emočního zneužívání, naděje a boje za pravdu. Vydala k němu singly „Eat the Acid“ a „Fine Line“, který jí umožnil zkoumat svůj vztek, který do té doby považovala za něco, co k ženě patřit nemá. Na albu se objevuje i hlas její neteře Luny, její matka pomáhala album psát.

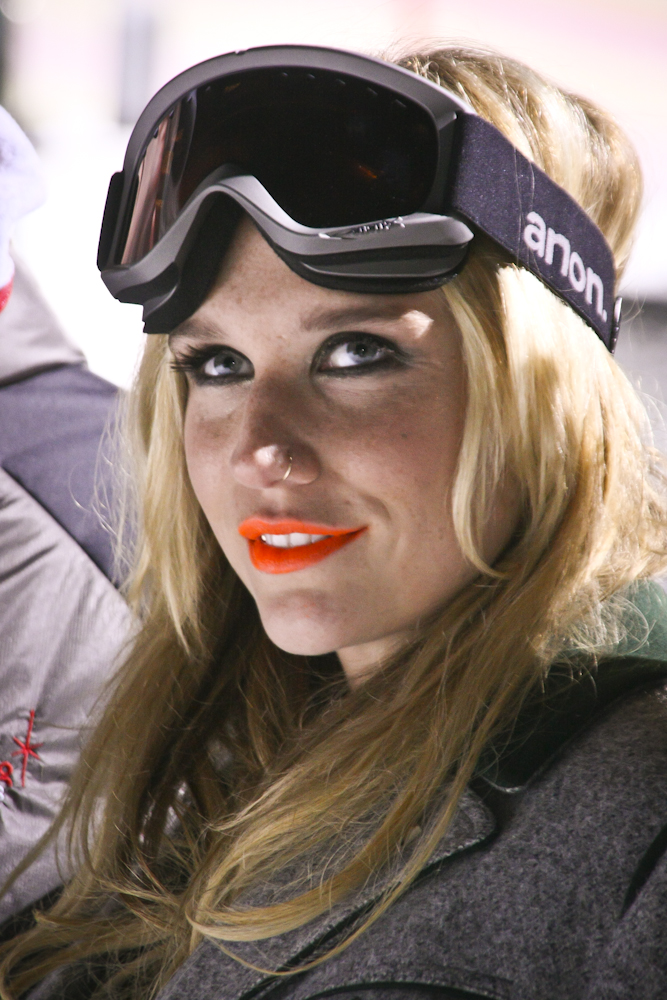
Kesha (Rakousko, 2010)

## Diskografie
- Animal (2010)
- Warrior (2012)
- Rainbow (2017)
- High Road (2020)
- Gag Order (2023)

## Filmografie
| Rok  | Název                  | Role      | Poznámky        |
| ---- | ---------------------- | --------- | --------------- |
| 2005 | Bravo Supershow        | Sama sebe |                 |
| 2011 | Disney Princess Ke$ha  | Ke$ha     | Krátký film     |
| 2012 | Katy Perry: Part of Me | Sama sebe | Archivní záběry |

| Rok  | Název                          | Role         | Poznámky                                       |
| ---- | ------------------------------ | ------------ | ---------------------------------------------- |
| 2005 | The Simple Life                | Sama sebe    | "Svatební plánování" (Sezóna 3, Epizoda 15)    |
| 2010 | Saturday Night Live            | Hudební host | "Ryan Phillippe/Ke$ha" (Sezóna 35, Epizoda 19) |
| 2010 | The City                       | Sama sebe    | "Koše jedné dívky.." (Sezóna 2, Epizoda 9)     |
| 2011 | Victorious                     | Sama sebe    | "Zmrzlina pro Ke$hu" (Sezóna 2, Epizoda 3)     |
| 2012 | The X Factor Australia         | Rádce,host   | Sezóna 4                                       |
| 2013 | Robot Chicken                  | Robot        | "Papercut na Aortu" (Sezóna 6, Epizoda 14)     |
| 2013 | Ke$ha: My Crazy Beautiful Life | Sama sebe    |                                                |

## Zajímavosti
Kesha má již více než 30 tetování včetně velké hlavy tygra na levé ruce. Jako malá se bavila jódlováním na zahradě rodinného domu.
V dětství měla kočku Mr. Peeps, kterou našla u popelnic a adoptovala. Vytvořili si silný vztah a i v dospělosti nosí plyšovou repliku u sebe.
V roce 2019 vydala vlastní značku kosmetiky Kesha Rose Beauty, kdy chtěla zužitkovat dekádu zkušeností s denním nošením velmi pestrého make-upu všech možných značek.
Zajímá se o paranormální jevy – moderuje podcast Kesha and the Creepies a také měla na toto téma v roce 2022 vlastní TV show Conjuring Kesha na kanálu Discovery Plus. Deník Guardian show označil jako naprosto hloupou ale neuvěřitelně zábavnou.